# Reina (naipe)

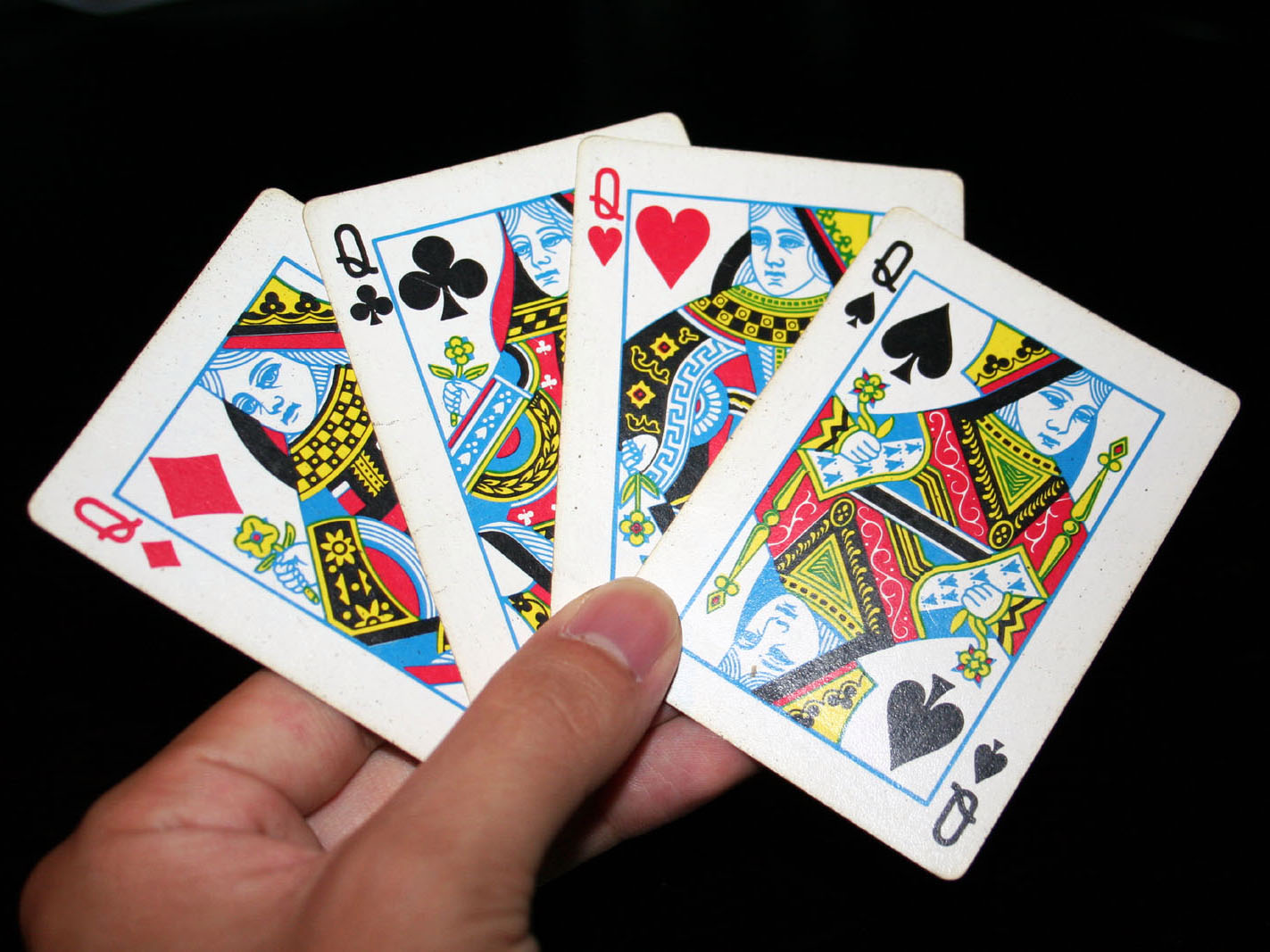
Las cuatro reinas de la baraja inglesa

La reina o dama es un naipe de las barajas inglesa y francesa respectivamente, que representa a una reina. Como en la mayoría de los idiomas europeos tanto el rey como la reina comienzan con la misma letra, a menudo se le llama dame (dama en francés). Tiene un valor de «Q» (baraja inglesa) o «D» (baraja francesa). El rango de la reina se encuentra entre la jota (“jack” en inglés o “valet” en francés) y el rey. 

## Historia
La reina surgió como naipe de la baraja de juego inglesa, la cual evolucionó de cartas de otras barajas europeas, que empleaban una variedad de palos y naipes diferentes a loa actuales. Entre algunos precursores de esta, se encuentran el caballero (de la baraja española e italiana), o el Ober (de la baraja alemana). Inicialmente, sólo el rey y la jota se incluían en la "corte" para cada figura, hasta que la reina fue introducida por los franceses en el siglo XVII. Actualmente, las barajas italianas tradicionales no incluyen a la reina. Las barajas francesas e inglesas de esa época fueron las precursoras de las barajas estándares actuales.

## En la cultura
Con respecto a la canción infantil anónima, " La reina de corazones " (publicada en 1782), Katherine Elwes Thomas afirma, en El personaje real de la madre oca , que la Reina de corazones [ aclaración necesaria ] se basó en Isabel de Bohemia.  Benham, en su libro Playing Cards: History of the Pack and Explications of its Many Secrets , señala que los naipes franceses de mediados del siglo XVII tienen a Judith de la Biblia hebrea como la reina de corazones.